# Кнессет 17-го созыва
Кнессет 17-го созыва (ивр. הכנסת השבע עשרה‎) — парламент государства Израиль, избранный 28 марта 2006.
По итогам состоявшихся 28 марта выборов в кнессет 17-го созыва прошли 12 из 31 партии, зарегистрированных избирательной комиссией.
Решением Президента Израиля Шимона Переса от 27 октября 2008 г. кнессет 17-го созыва был распущен в течение 3 недель.
Досрочные выборы состоялись 10 февраля 2009 г.

## Результаты выборов
Число мандатов, полученных партиями и блоками — в сравнении с кнессетом 16-го созыва (к концу его полномочий):
- «Кадима» — 29 (+15)
- «Авода» — 20 (-1)
- ШАС — 12 (+2)
- Наш дом — Израиль — 11 (+8)
- «Ликуд» — 12 (-15)
- Мафдал-«Ихуд Леуми» — 9 (0)
- Партия пенсионеров — 7 (+7)
- «Яхадут ха-Тора» — 6 (+4)
- МЕРЕЦ-ЯХАД — 5 (-1)
- РААМ-ТААЛ — 3 (0)
- Хадаш — 3 (+1)
- БАЛАД — 3 (0)

## Состав кнессета 17-го созыва (по партиям)
«Кадима-Меймад»
1. Эхуд Ольмерт
2. Шимон Перес
3. Ципи Ливни
4. Меир Шитрит
5. Ави Дихтер
6. Марина Солодкина
7. Хаим Рамон
8. Шауль Мофаз
9. Цахи Анегби
10. Авраам Гиршзон
11. Уриэль Райхман
12. Гидеон Эзра
13. Рони Бар-Он
14. Далия Ицик
15. Зеэв Бойм
16. Яаков Адари
17. Зэев Элькин
18. Магали Вахаба
19. Рухама Авраам
20. Менахем Бен-Сасон
21. Шломо Березениц
22. Эли Афлало
23. Давид Таль
24. Авигдор Ицхаки
25. Ронит Тирош
26. Анатаниэль Шнелер
27. Михаэль Нудельман
28. Амира Дотан
29. Йоэль Хасон

«Авода»
1. Амир Перец
2. Ицхак Герцог
3. Офир Пинес-Паз
4. Авишай Браверман
5. Юли Тамир
6. Ами Аялон
7. Эйтан Кабель
8. Биньямин Бен-Элиэзер
9. Шели Яхимович
10. Михаэль Мелькиор
11. Матан Вильнаи
12. Колет Авиталь
13. Эфраим Снэ
14. Дани Ятом
15. Надя Хилу
16. Шалом Симхон
17. Орит Нокед
18. Йорам Марциано
19. Ралеб Маджадла
20. Шакиб Шанан

ШАС
1. Эли Ишай
2. Ицхак Коэн
3. Амнон Коэн
4. Мешулам Нахари
5. Ариэль Атиас
6. Шломо Бенизри
7. Давид Азулай
8. Ицхак Вакнин
9. Нисим Зеэв
10. Яаков Марги
11. Хаим Амсалем
12. Авраам Михаэли

«Наш дом Израиль»
1. Авигдор Либерман
2. Юрий Штерн
3. Эдви Исраэль Хасон
4. Йосеф Шагал
5. Эстерина Тратман
6. Стас Мисежников
7. Софа Ландвер
8. Ицхак Ааронович
9. Роберт Илатов
10. Алекс Миллер
11. Лия Шемтов

«Ликуд»
1. Биньямин Нетаниягу
2. Сильван Шалом
3. Моше Кахлон
4. Гилад Эрдан
5. Гидеон Саар
6. Михаэль Эйтан
7. Реувен Ривлин
8. Дани Навэ
9. Юваль Штайниц
10. Лимор Ливнат
11. Натан Щаранский
12. Исраэль Кац

МАФДАЛ-«Ихуд Леуми»
1. Беньямин (Бени) Элон
2. Звулун Орлев
3. Цви Гендель
4. Эфи Эйтам
5. Нисан Сломянски
6. Ицхак Леви
7. Элиягу Габай
8. Арье Эльдад
9. Ури Ариэль

«Гиль» — Партия пенсионеров
1. Рафаэ́ль (Рафи) Эйта́н
2. Яаков Бен-Изри
3. Моше Шаро́ни
4. Ицхак Зив
5. Ицхак Галанти
6. Эльхана́н Гла́зер
7. Сара Маром

«Яхадут ха-Тора»
1. Яаков Лицман
2. Йехошуа Поллак (сменил Авраама Равица)
3. Меир Поруш
4. Моше Гафни
5. Шмуэль Гальперт
6. Яков Коэн

Мерец-Яхад
1. Йоси Бейлин
2. Хаим Орон
3. Ран Коэн
4. Захава Гальон
5. Авшалом Вилан

РААМ-ТААЛ
1. Ибрагим Царцур
2. Ахмед Тиби
3. Талаб Ас-Сана

Хадаш
1. Мухаммед Бараке
2. Хана Суэйд
3. Дов Ханин

Балад
1. Азми Бшара
2. Джамаль Захалка
3. Василь Таха

## Краткий обзор работы
Кнессет 17-го созыва был избран в марте 2006 года, и с этого времени в нём действовало 31-е правительство государства Израиль во главе с Эхудом Ольмертом.
Самой большой по количеству мандатов партией стала партия Кадима. Ряд депутатов перешли в Кадиму из ранее существовавших партий.
Так, глава правительства Эхуд Ольмерт перешёл в Кадиму из Ликуда, а его заместитель Шимон Перес (впоследствии был избран Президентом государства), перешёл в Кадиму из партии Авода.
Впервые в истории кнессета на должность Председателя кнессета была избрана женщина — Далия Ицик, также перешедшая в Кадиму из партии Авода.
В период работы кнессета 17 созыва по инициативе Далии Ицик была введена новая должность — Генеральный директор кнессета. Теперь, Генеральный директор несёт ответственность за административную работу кнессета, а Секретарь кнессета отвечает за её парламентскую часть.
Впервые в кнессете на должность председателя комиссии по статусу женщины назначен мужчина — депутат кнессета Гидеон Саар. По его инициативе расширилось законодательство, связанное с правами женщин в Израиле.
В июле 2006 года началась Вторая ливанская война. Боевые действия продолжались с 12 июля по 14 августа 2006 года, когда в соответствии с резолюцией Совета Безопасности ООН было объявлено прекращение огня.
Методы ведения этой войны были подвержены резкой критике в израильском обществе. После окончания войны была создана комиссия Винограда по проверке правильности ведения военных действий. Окончательный отчет комиссия подала в январе 2008 года. Кнессет активно занимался этими вопросами.
Период работы кнессета 17 созыва совпал со следствием по делу 8-го Президента Израиля Моше Кацава, подозреваемого в сексуальных преступлениях. Рад заседаний были посвящены этому вопросу.
Кнессет много занимался вопросами юридических реформ. В этом серьёзная заслуга профессора Даниэля Фридмана, назначенного на должность министра юстиции.
В первые два года работы 17-го Кнессета продолжались государственные контакты между главой правительства Израиля Эхудом Ольмертом и председателем Палестинской автономии Махмудом Абасом. Однако на уровне государственных переговоров не произошло никакого продвижения из-за слабости Палестинской автономии во главе с ФАТХом, из-за захвата ХАМАСом власти всекторе Газа, вследствие продолжающихся террористических атак и запусков ракет «Кассам» из сектора Газа по городу Сдерот и другим окрестным населённым пунктам. Часто обсуждались кнессетом трудности в достижении прекращения огня, растущее ядерное вооружение Ирана.
Несмотря на мировой финансовый кризис, разразившийся в начале 2008 года, благодаря слаженной работе финансовой комиссии кнессета при поддержке министерства финансов и центрального банка положение Израиля не ухудшилось, а безработица даже уменьшилось.
Кнессет занимался вопросами длительных забастовок в системе образования и в университетах не приведших к каким-либо существенным решениям на длительный период.
В числе важных законов 17-го кнессета:
- закон о пересадке органов;
- закон, гарантирующий постоянный доход для лиц, переживших Катастрофу.

Комиссия кнессета по этике продолжила работу над новыми этическими нормами для депутатов, в соответствии с рекомендациями комиссии Замира.
Комиссия по законодательству продолжила работу над разработкой Конституции.
В «Закон о кнессете» внесена поправка, в соответствии с которой каждый министр обязан лично отвечать на министерские запросы и на предложения по повестке дня для тем, которые связаны с работой его министерства. Поправка также обязала министерства отвечать на письменные запросы из информационного центра кнессета.
Были приняты новые правила для лоббистов в кнессете.

## Статистика
В кнессете 17-го созыва работали 103 мужчины и 17 женщин. Среди них 13 русскоязычных депутатов.
По информации Newsru.co.il